# مطار غوا الدولي
مطار غوا (إياتا: GOI، إيكاو: VOGO) هو مطار دولي يخدم مدينة غوا في الهند. تشغله هيئة المطارات الهندية (AAI) ، وهو جزء من قاعدة جوية بحرية تابعة للبحرية الهندية تسمى INS Hansa. يقع المطار في دابوليم، في منطقة جنوب جوا، على بعد 4 كم (2.5 ميل) من مدينة فاسكو دا جاما، 23 كم (14 ميل) من مارغاو، وحوالي 30 كم (19 ميل) من عاصمة الولاية باناجي.

## شركات الطيران والوجهات
| شركـات طيـران             | الوجهات |
| ------------------------- | --- |
| إيروفلوت                  | مطار كولتسوفو الدولي (تنتهي في 30 سبتمبر 2023) موسمي: مطار شيريميتييفو الدولي (تنتهي في 30 سبتمبر 2023) |
| Aero Nomad Airlines       | موسمي عارض: مطار مناس الدولي |
| العربية للطيران           | مطار الشارقة الدولي |
| طيران الهند               | مطار أنديرا غاندي الدولي، مطار دبي الدولي، مطار غاتويك، مطار تشاتراباتي شيفاجي الدولي |
| طيران الهند إكسبريس       | مطار دبي الدولي |
| طيران أسيا الهند          | مطار كيمبيغودا الدولي، مطار أنديرا غاندي الدولي، مطار راجيف غاندي الدولي، مطار تشاتراباتي شيفاجي الدولي |
| Alliance Air ‏             | مطار كيمبيغودا الدولي، مطار راجيف غاندي الدولي، Indore، مطار تشاتراباتي شيفاجي الدولي، مطار مايسور ‏ |
| خطوط أركيا                | مطار بن غوريون الدولي (تستأنف 19 سبتمبر 2023) |
| Azur Air                  | موسمي عارض: مطار فنوكوفو الدولي، Omsk |
| طيران الخليج              | مطار البحرين الدولي |
| خطوط إنديقو               | مطار سردار فالابهبهاي باتل الدولي، مطار كيمبيغودا الدولي، Chandigarh، مطار تشيناي الدولي، مطار أنديرا غاندي الدولي، مطار راجيف غاندي الدولي، Indore، مطار كوتشين، مطار نيتاجي سوبهاس شاندرا بوس الدولي، مطار تشودري تشاران سينغ، مطار تشاتراباتي شيفاجي الدولي، مطار سوامي فيفي كاناندا ‏، مطار سورت ‏ |
| خطوط لوت الجوية البولندية | موسمي عارض: مطار وارسو فريدريك شوبان |
| الطيران العماني           | مطار مسقط الدولي (تنتهي في 28 أكتوبر 2023) |
| الخطوط الجوية القطرية     | مطار حمد الدولي |
| SCAT Airlines             | موسمي عارض: مطار ألماتي الدولي |
| سبايس جيت                 | مطار أنديرا غاندي الدولي، مطار تشاتراباتي شيفاجي الدولي (تستأنف 1 يوليو 2023)، مطار بوني الدولي |
| توي للطيران               | موسمي: مطار غاتويك، مطار مانشستر |
| فيستارا                   | مطار كيمبيغودا الدولي، مطار أنديرا غاندي الدولي، مطار تشاتراباتي شيفاجي الدولي |